# لو تران بلو
لو تران بلو (بالفرنسية: Le Train bleu) أو حرفيا تعني «القطار الأزرق»، هو مطعم من طراز الإمبراطورية الثانية والباروكية وكذلك بيل ايبوك، تم إنشاؤه سنة 1901 في بهو باريس غار دي ليون في الدائرة الثانية من باريس في فرنسا. بعض قاعات هذا المطعم صنفت كأثار تاريخية سنة 1972.

## التاريخ

### الإنشاء والافتتاح
تم إنشاء هذا المطعم بمناسبة إكسبو 1900 (في نفس وقت إنشاء القصر الكبير، القصر الصغير، جسر ألكسندر الثالث) من قبل شركة السكك الحديدية من باريس إلى ليون وإلى البحر الأبيض المتوسط تحت اسم «بوفيه دو لا غار دو ليون» (buffet de la Gare de Lyon). تم افتتاح هذا المطعم في 7 أبريل 1901 من قبل رئيس الجمهورية الفرنسية أنذاك إيميل لوبيه.
يستطيع أي شخص الوصول إلى المطعم عبر الدرج المزدوج أي من جهتين. في الأصل، المطابخ توجد في الدور العلوي، وتصل الأطباق المحضرة إلى أماكن التوزيع عبر سبع رافعات كهربائية. يوجد ارتفاع بثمانية أمتار تحت السقف.
في 1963، تم إعادة تسمية مطعم «بوفيه دو لو غار دو ليون» من إسمه هذا إلى «لو تران بلو» في إشادة وذكرى لقطار لو تران بلو الذي كان يربط باريس مع فنتيميليا في إيطاليا سنة 1868.

### مطعم تمثيلي في السنوات 1900
قاعات المطعم (القاعة الذهبية أو القاعة الصغيرة، القاعة الكبيرة، القاعات التونسية والجزائرية، الممر، والديكور) مصنفة كآثار تاريخية منذ 28 سبتمبر 1972.

داخل القاعات يشبه ديكور متاحف السنوات 1900 حيث أنها ممتلئة بالرسومات والتماثيل والتشكيلات، القوالب الذهبية، الثريات، والأثاث، مع 41 لوحة جدارية كبيرة التي تمثل أهم مراحل شركة السكك الحديدية من باريس إلى ليون وإلى البحر الأبيض المتوسط، وكذلك تمثل عدة وقائع من السنوات 1900، وتم رسم هذه الصور من قبل رساميين يعتبرون من أهم من عاشوا في ذاك العصر مثل: فرانسوا فلامونغ، إدوارد روسيه غرانجيه، ألبرت مينيون، فريديريك مونتنار، أوجان باتيست إميل دوفان، هنري جرفاكس، إوجان بورنان، ميشال ماكسمليان لينارت، تشارلز برتييه، غاستون كازيمير سان بيير، غاستون دو لا توش، جان باتيست أوليف، ألبرت ريغولو وأخرين.

زارت عدة شخصيات في القرن العشرين هذا المطعم وزاولت على الحضور إليه ومنهم كوكو شانيل، جان كوكتو، سلفادور دالي، جان غابين، مارسيل بانيول، ريجان، سارة برنار، إدموند روستان، كولات، بريجيت باردو، فرنسوا ميتيران وغيرهم.

هذا المطعم الذي يحتوي أكثر من 250 مقعد والذي يرأسه كبير الطباخين جان بيير هوكيه وطاقمه (أكثر من 50 شخص) يقدم أطباق للمطبخ الفرنسي التقليدي بأنواع الكثيرة والمتعددة.

في هذه الأيام يعتبر لو تران بلو مطعم تاريخي وأسطوري شاهد هن حقبة بداية السنوات 1900.

## التجديد
من المقرر أن تبدأ أعمال التجديد مع سنة 2013 ولكن بدون أن تمس الإطار التاريخي وديكو المطعم الداخلي بينما ستجدد كل القاعات والمطابخ وغيرها من أماكن، مع تغيير محل الجعة السفلي إلى حانة موسيقية. من المقرر أن يغلق المطعم لشهرين بسبب تجديدات المطابخ.

## صور

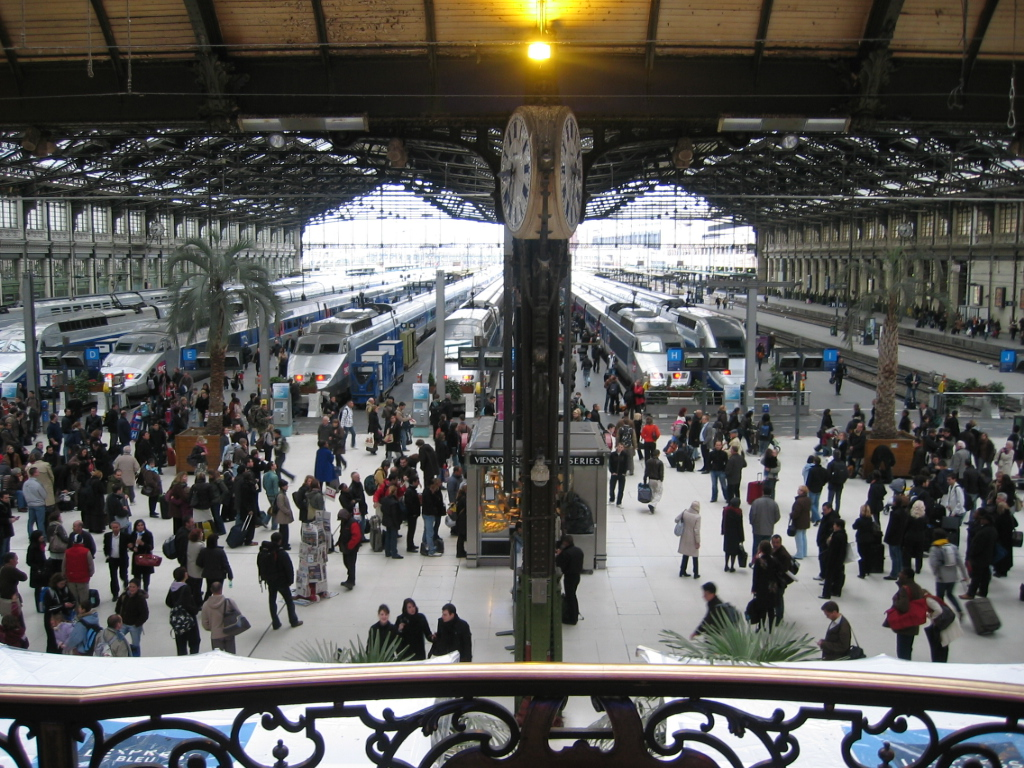
منظر لبهو قاعة قطارات غار دو ليون من مدخل المطعم.
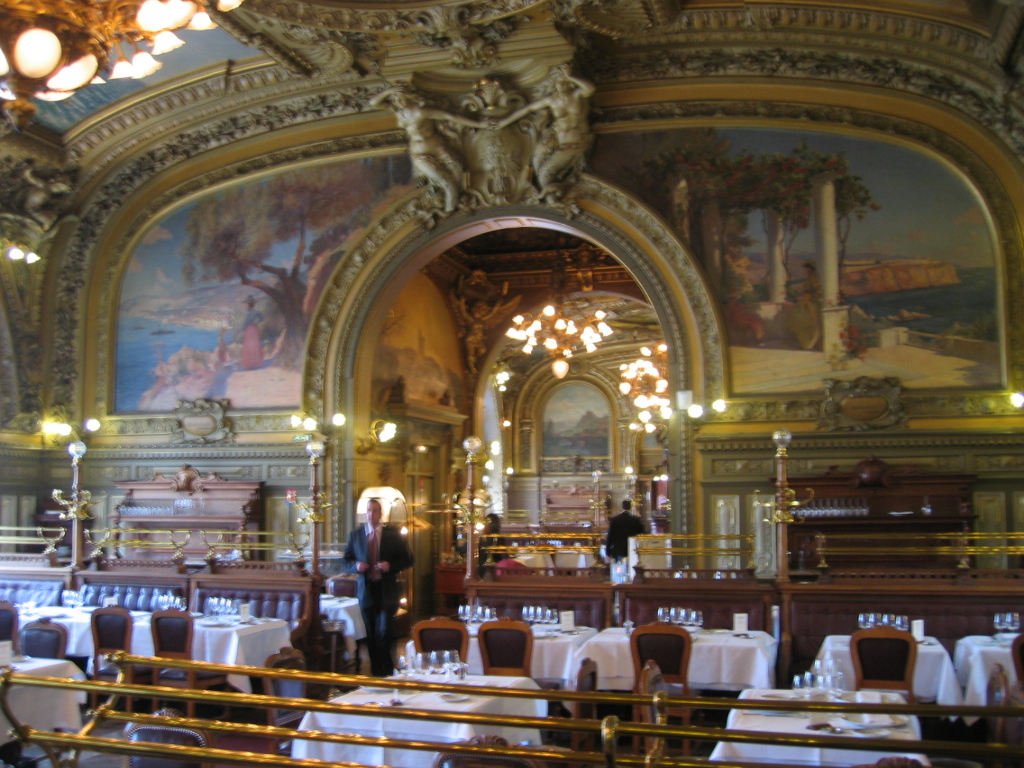
المطعم من الداخل
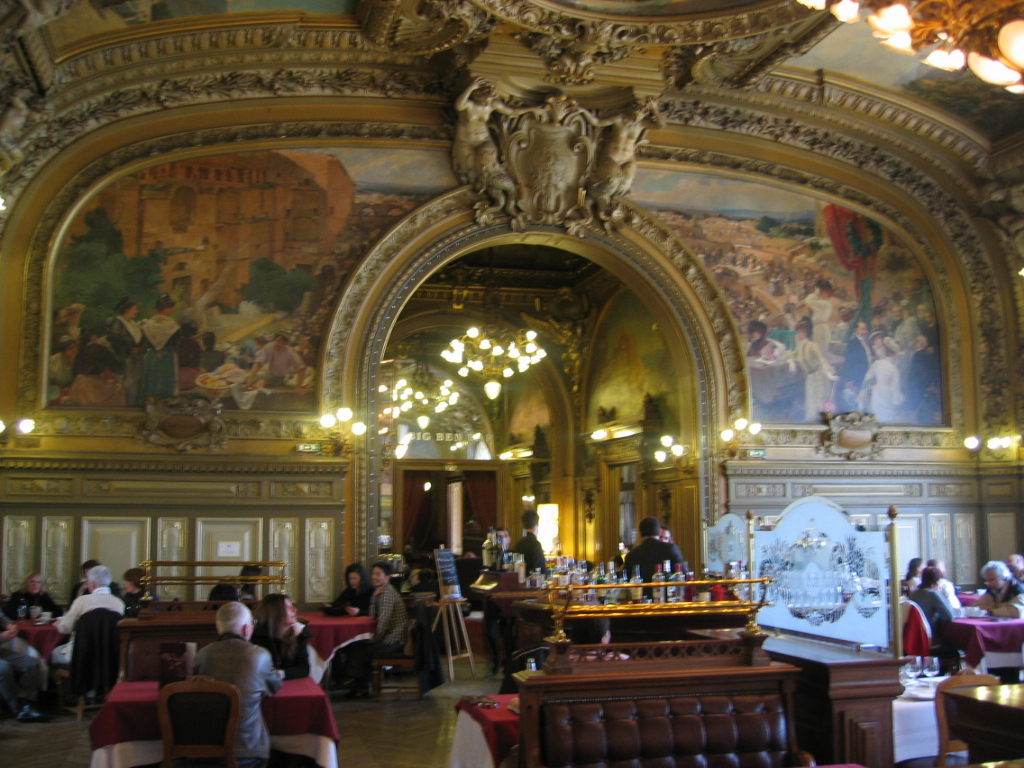
المطعم من الداخل
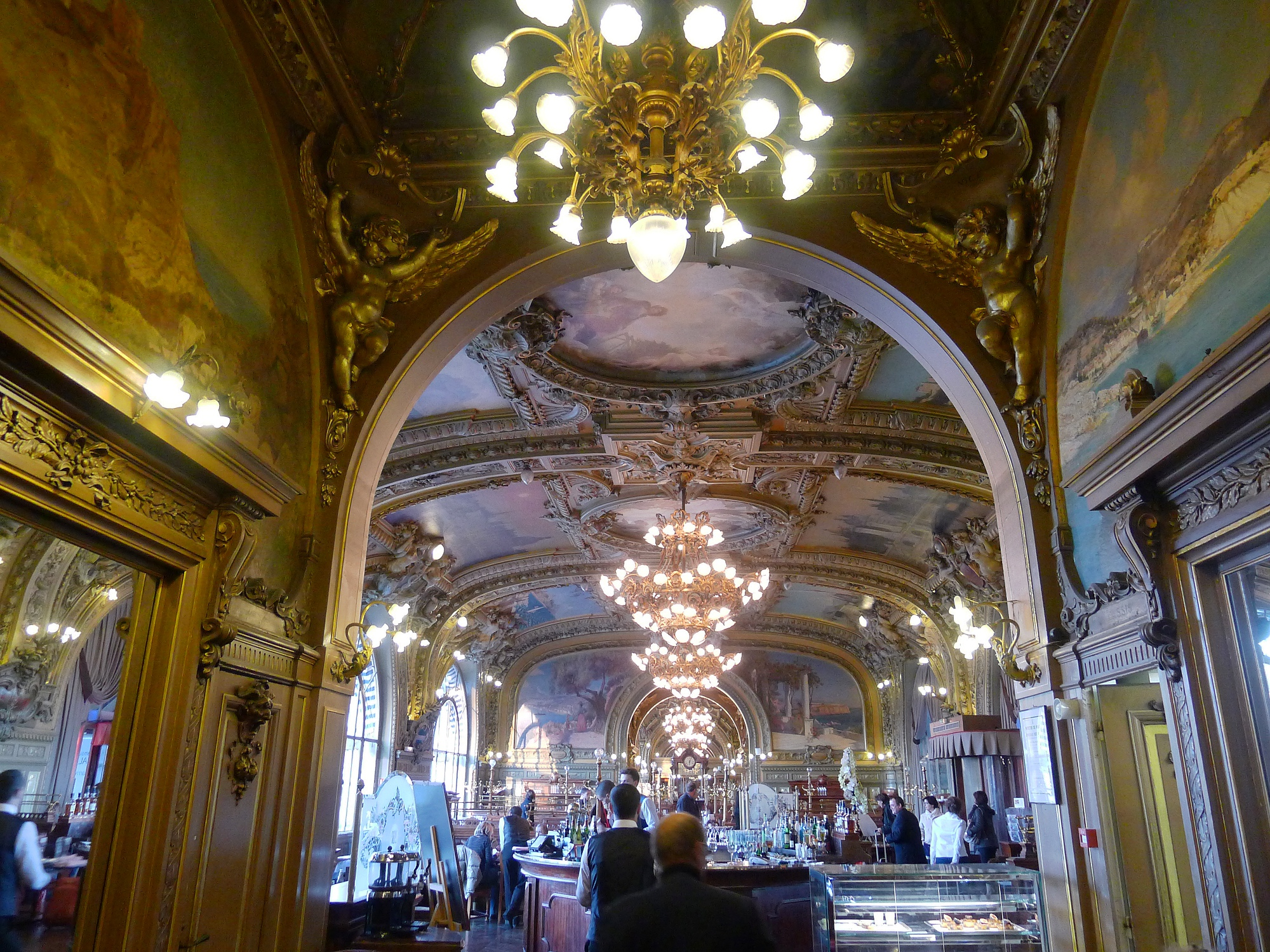
المطعم من الداخل
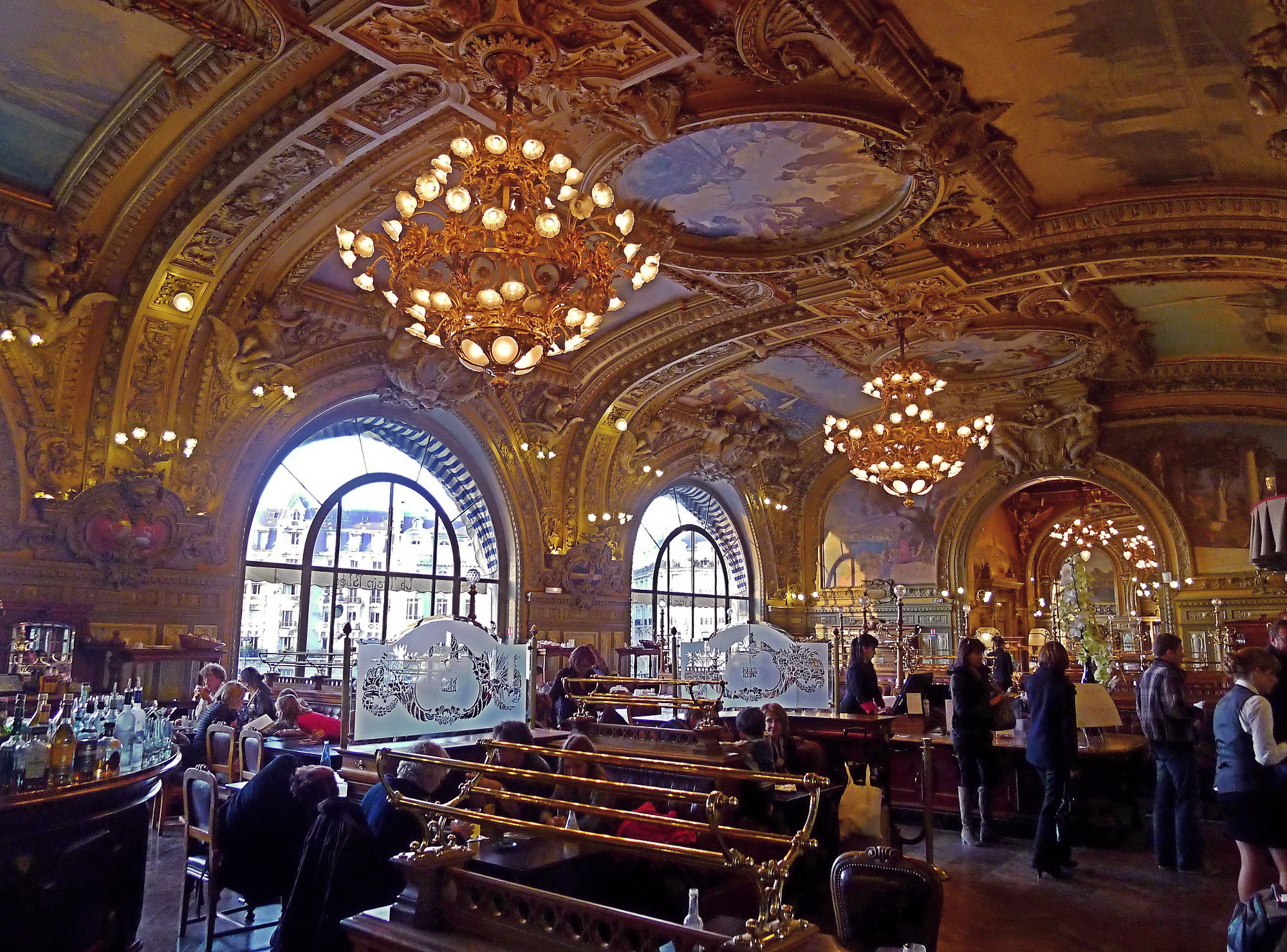
المطعم من الداخل
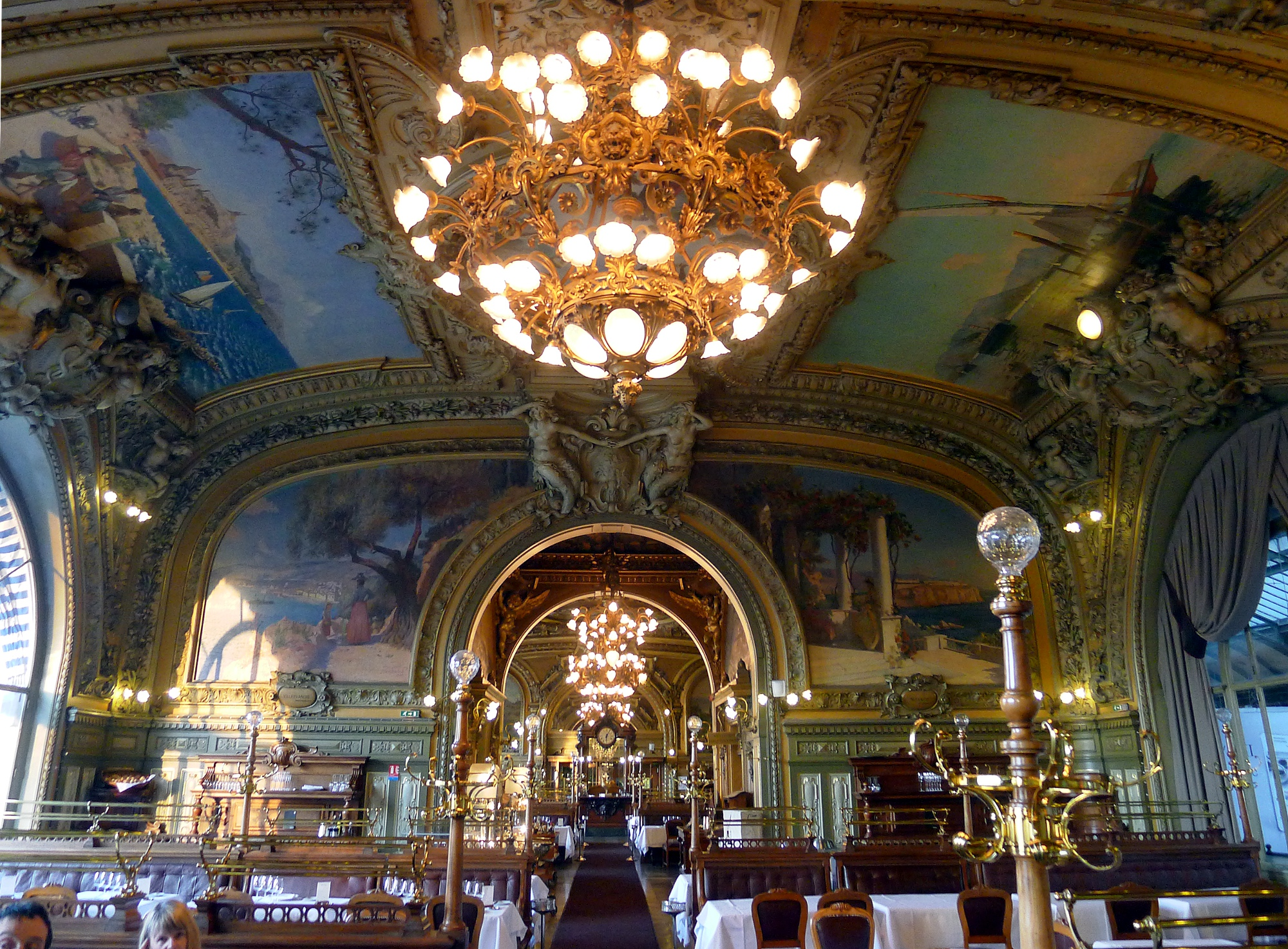
المطعم من الداخل
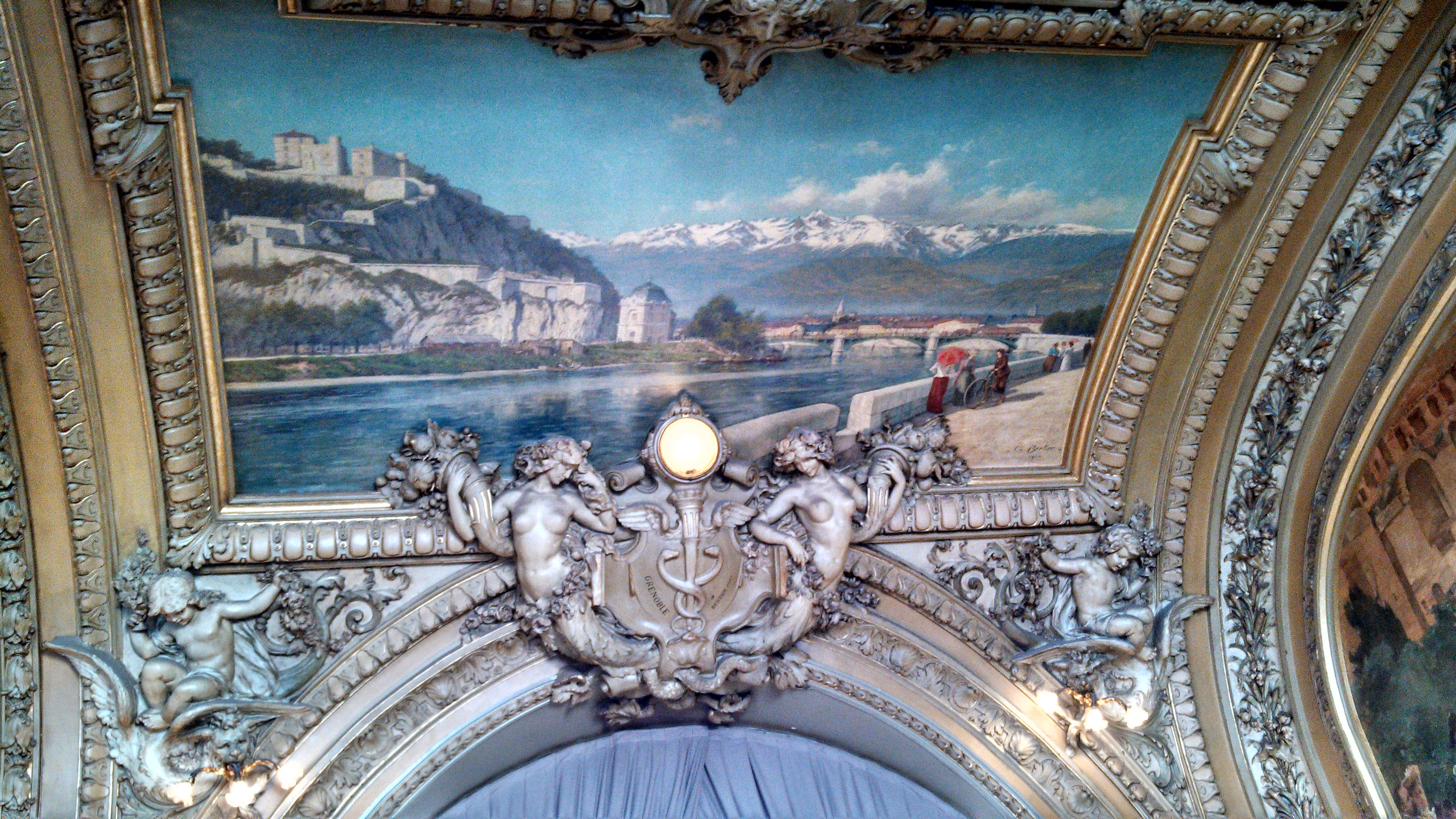
المطعم من الداخل, لوحة إسمها غرونوبل للرسام تشارلز بارتييه.

## أفلام صورت في هذا المطعم
يوجد العديد من الأفلام التي صورت في هذا المطعم ونذكر:
- 1972: رحلة مع عمتي للمخرج جورج كوكور.
- 1973: لا مامون إي لا بوتان للمخرج جان اوستاش مع جان بيير ليو.
- 1990: نيكيتا للمخرج لوك بوسون مع آن باريلو، كاريو، جان إوجو أنغلاد، جين مورو، جان رينو.
- 1998: ساحة فندوم: للمخرج نيكول غارسيا مع كاترين دينوف، جان بيير باكري، إمانويال ساينار، جاك ديترون.
- 2003: بنات فقط للمخرج بيير جوليفيه مع صاندرين كيبرلان، سيلفي تستود، فرانسوا برلان، رشدي زم، فإنسان ليندون.
- 2005: أنطوني زيمر للمخرج جيروم صال مع صوفي مارسو، إيفان أتال.
- 2007: إجازة السيد بين للمخرج ستيف بنديلاك مع روان أتكينسون، إيما دي كونز، ويليم دافو، جان روشفور.
- 2009: ميكماك للمخرج جان بيير جونيه مع داني بون، أندريه دوسولييه، نيكولا مارييه.
- 2012: لو تران بلو للمخرج ستيفاني أسيماكوبولو، فيلم قصير، مع دانيال دوفال، إتيان فاغ، كاميل فيغاريو.

## روابط خارجية
- الموقع الرسمي